# Папский католический университет Эквадора
Папский католический университет Эквадора (исп. Pontificia Universidad Católica del Ecuador, сокращённо, исп. la PUCE). Находится в столице Эквадора, городе Кито.
Основой философии университета, как католического заведения, являются христианские принципы, которые требуют ответственности человека перед Богом, уважения достоинства и прав человеческой личности. Согласно уставу университета, его великим канцлером является архиепископ Кито Римско-католической церкви, а заместителем — региональный руководитель (провинциал) Общества Иисуса (иезуитов) Эквадора

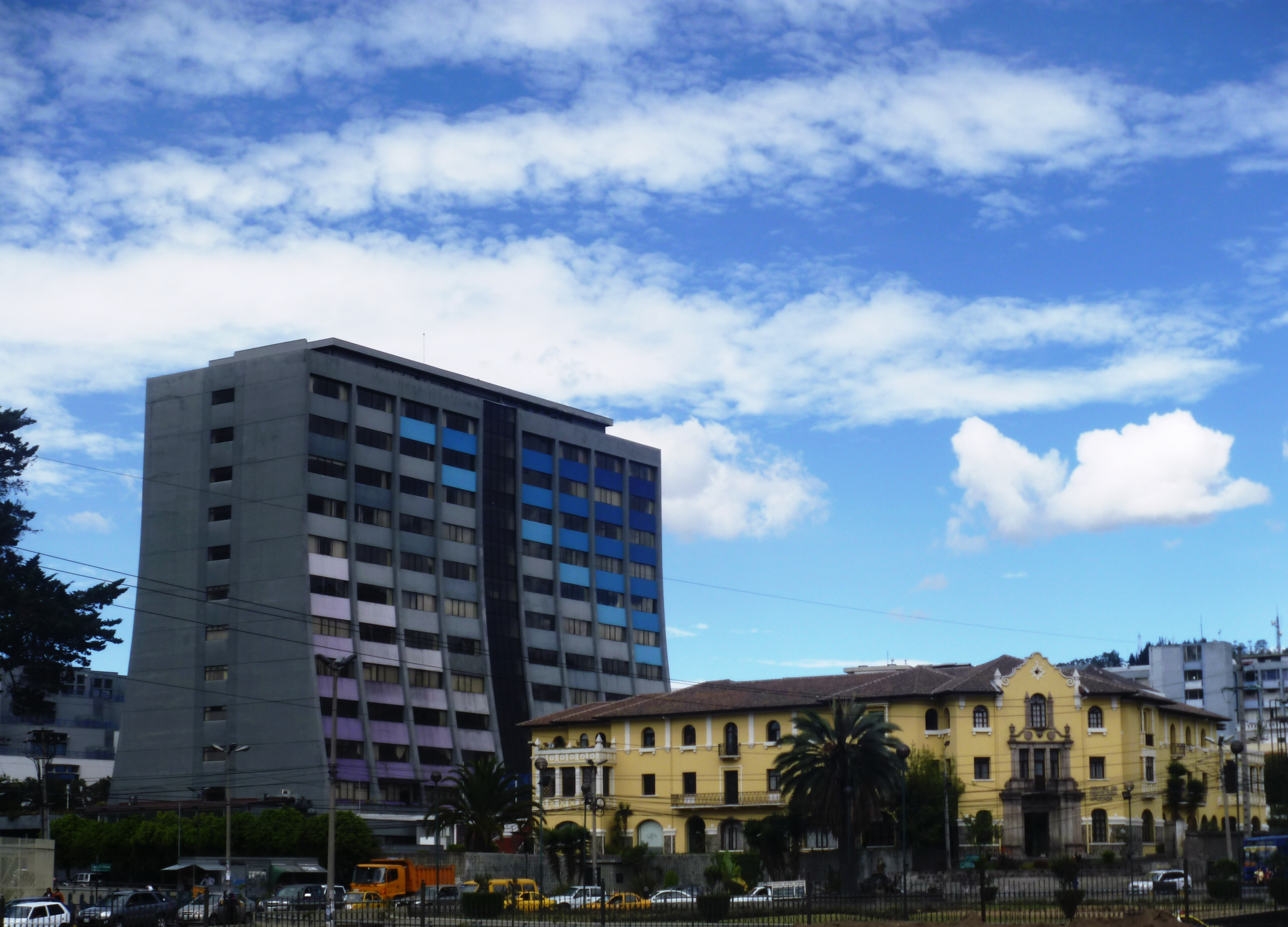
Кампус университета

## История
2 июля 1946 года президент Республики Эквадор, доктор Хосе Мария Веласко Ибарра, издал указ, который позволил работать частным университетам; указ напечатан в Официальном вестнике № 629 от 8 июля 1946 года.
4 ноября 1946 года был основан Католический Университет Эквадора, соучредителями выступили Общество Иисуса (орден иезуитов в лице А. Эспиноса Полита) и действующий архиепископ Кито Римско-католической церкви. Архиепископ Кито, монсеньор Карлос Мария де ла Торре (исп. Carlos Maria de la Torre), производит мессу в базилике и благословляет здание на улице Боливара № 343 в городе Кито. На следующий день начинается первый учебный цикл на факультете правоведения. В последующие годы создаются факультеты: экономики (1949), науки об обучении (1953) и гражданского строительства (1961).
24 января 1957 года происходит открытие и освящение нового корпуса, и начинается формирование университета, которым он является сейчас. В 1963 году Папа Римский Иоанн XXIII присвоил университету звание Папский.
Сейчас Университет насчитывает 15 факультетов и школ:
1. Факультет Архитектура дизайна и искусств;
2. Литература (лат. lit(t)eratura, — написанное, от lit(t)era — буква) — в широком смысле слова: совокупность любых письменных текстов.
3. Факультет управления и учета;
4. Факультет естественных наук;
5. Факультет философских и богословских наук;
6. Факультет гуманитарных наук;
7. Факультет науки об обучении;
8. Факультет коммуникации, лингвистики и литературы;
9. Факультет экономики;
10. Факультет медсестёр; Медицина
11. Инженерный факультет;
12. Юридический факультет;
13. Медицинский факультет;
14. Факультет психологии;
15. Школа биоанализа;
16. Школа социальной работы.
17. Факультет Биохимия
18. Факультет Юриспруденция
19. Факультет Лингвистика
20. Факультет Литература
21. Факультет Психология
22. Факультет Философия
23. Факультет Инженерное дело
24. Факультет Экономика (наука)
25. Факультет Юриспруденция

Лингви́стика
 (PUCE языкозна́ние, языкове́дение; от лат. lingua — язык) — наука, изучающая языки. Это наука о естественном человеческом языке вообще и обо всех языках мира как индивидуальных его представителях. В широком смысле слова, лингвистика подразделяется на научную и практическую. Чаще всего под лингвистикой подразумевается именно научная лингвистика. Является частью семиотики как науки о знаках. Лингвистикой профессионально занимаются учёные-лингвисты.
Литерату́ра (PUCE Папский католический университет Эквадора (лат. lit(t)eratura, — написанное, от lit(t)era — буква) — в широком смысле слова: совокупность любых письменных текстов. Чаще всего под литературой понимают художественную литературу, то есть литературу как вид искусства. Однако это современное понимание не следует прямо применять к культуре отдалённых от сегодняшнего дня эпох. Древние научные трактаты и религиозно-мифологические сочинения — такие, например, как «Теогония» Гесиода или «О природе вещей» Лукреция — с точки зрения современников не противопоставлялись, например, эпическим поэмам («Илиаде» Гомера или «Энеиде» Вергилия) как нехудожественная литература художественной. В России в 1820-е годы критики сходились во мнении, что лучшие образцы русской прозы — «История Государства Российского» Карамзина и «Опыт теории налогов» Николая Тургенева. Отделяя художественную литературу других периодов от литературы религиозной, философской, научной, публицистической, мы проецируем наши современные представления в прошлое.
Количество студентов — около 7,2 тыс.

## Аккредитация и мировые рейтинги
Согласно результатам внешней независимой оценки, проведенного в 2009 году Национальным советом Эквадора по оценке и аккредитации, Папский католический университет Эквадора был признан лучшим частным высшим учебным заведением (ВУЗ) страны и аккредитован по наивысшей категории (А). Согласно рейтингу университетов Латинской Америки Quacquarelli Symonds (QS) 2012 года, Папский католический университет Эквадора занимает 67-е место среди высших учебных заведений Латинской Америки, что является наилучшим показателем среди вузов страны.

## Посещение университета папой римским Франциском
Папа римский Франциск посетил университет 7 июля 2015 года.

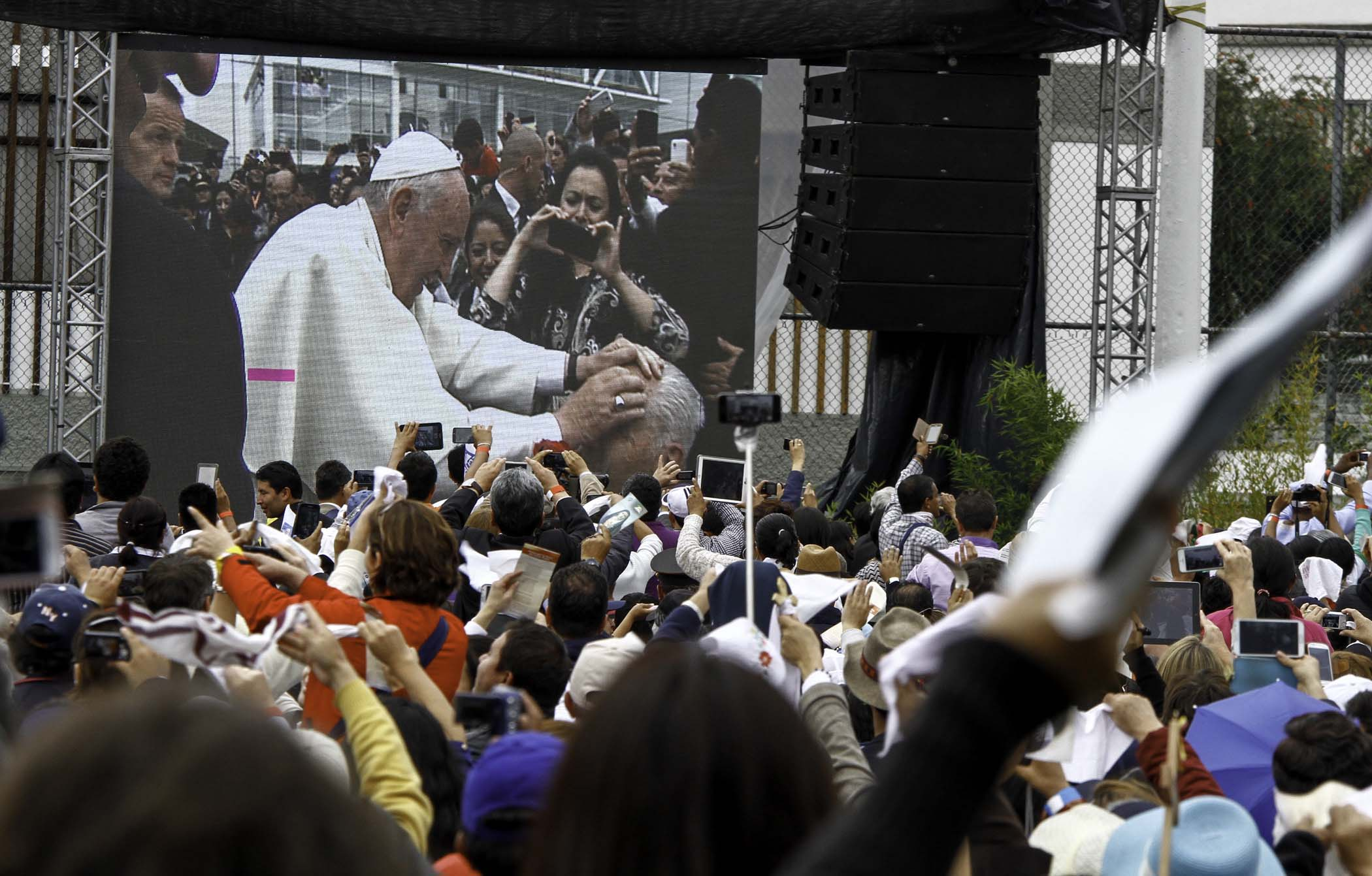
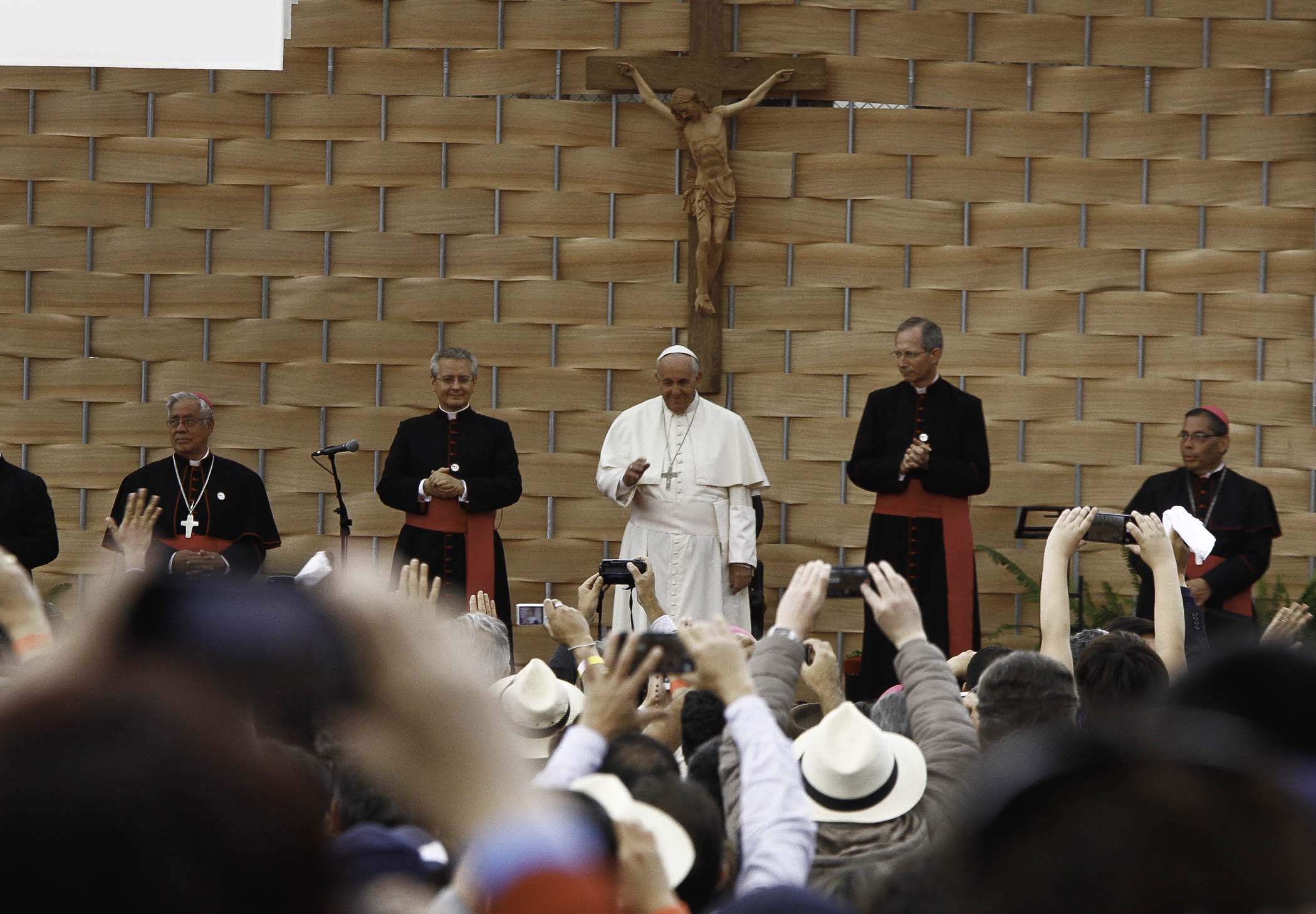
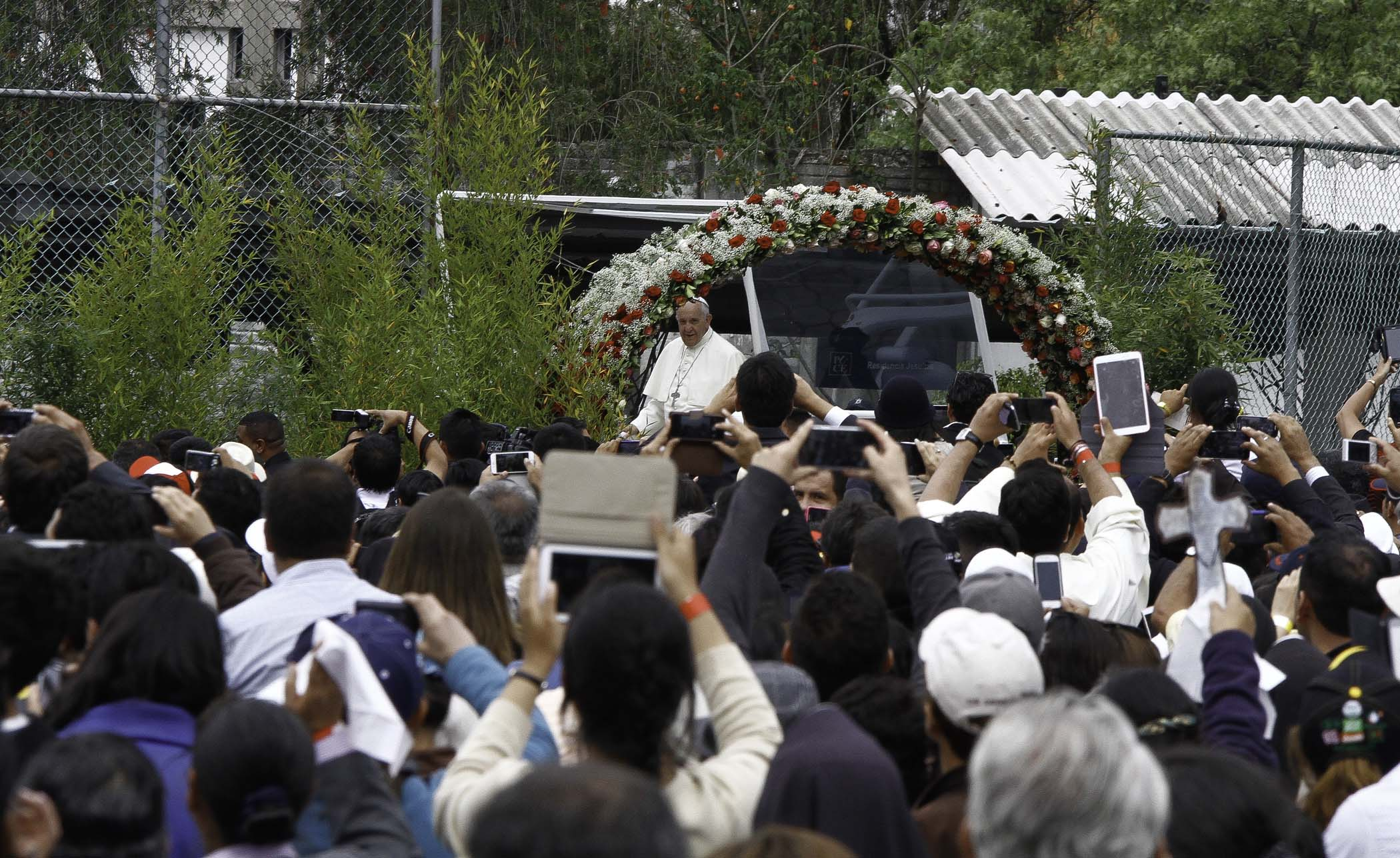
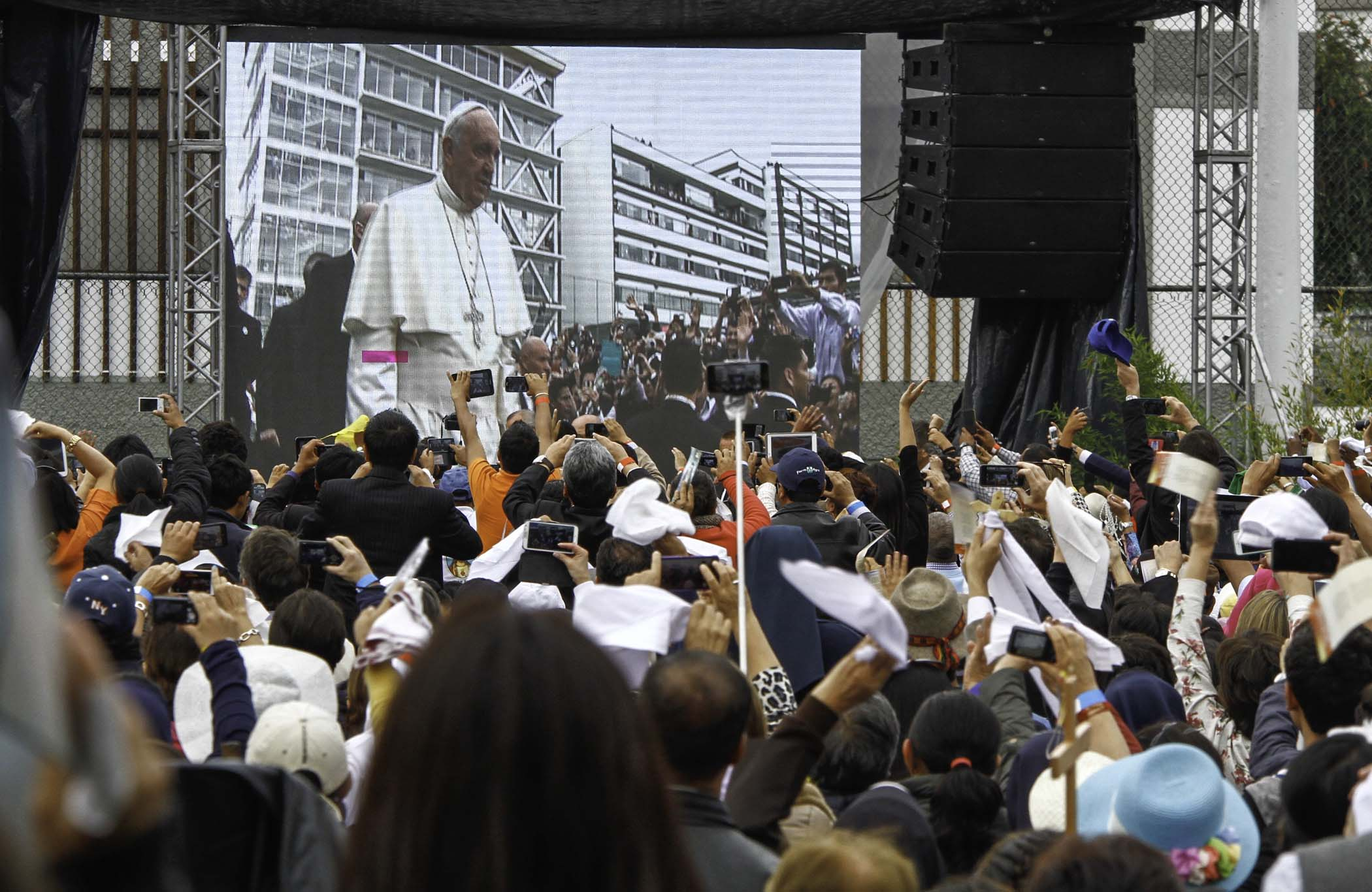

### Библиотека

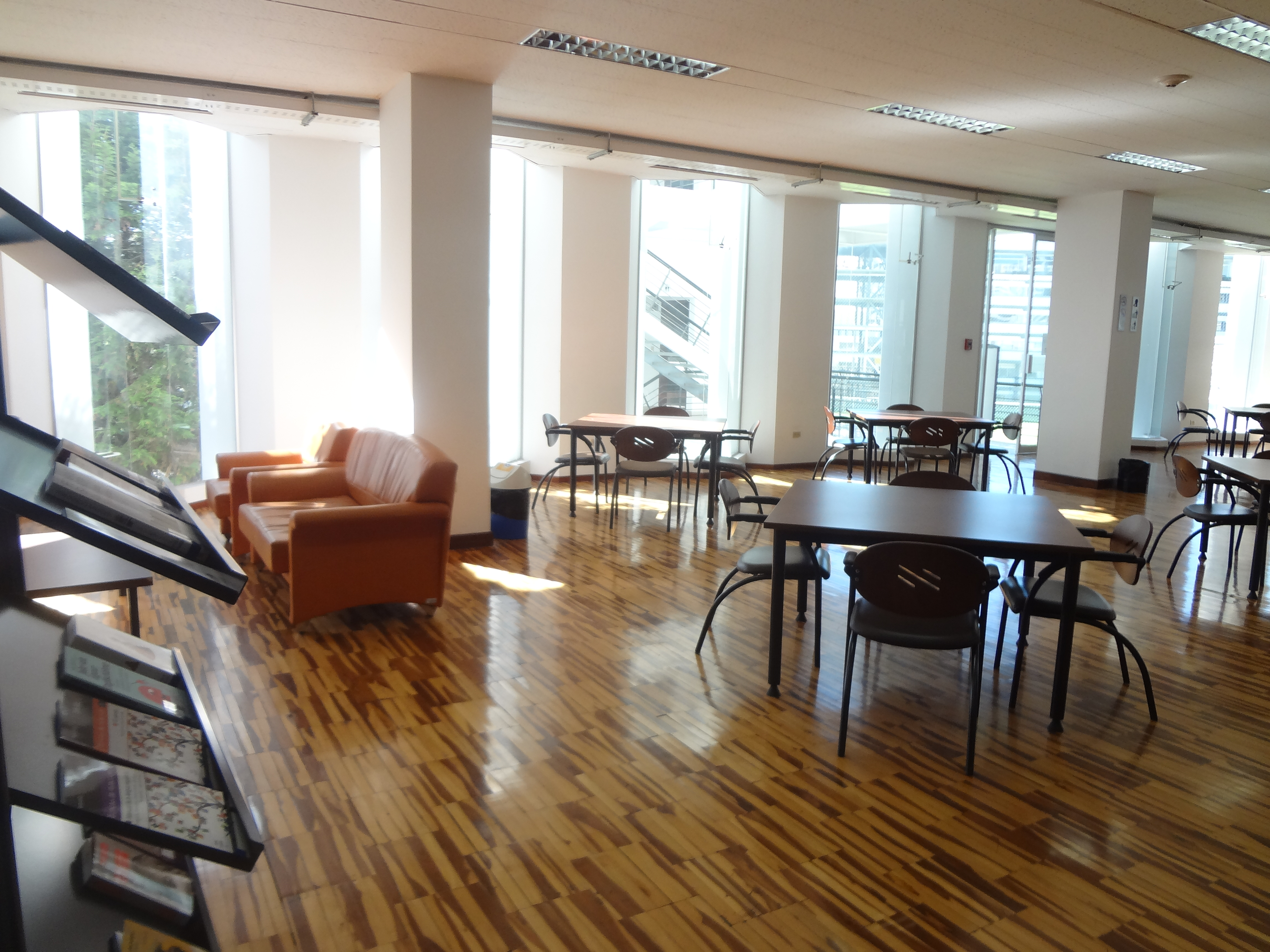
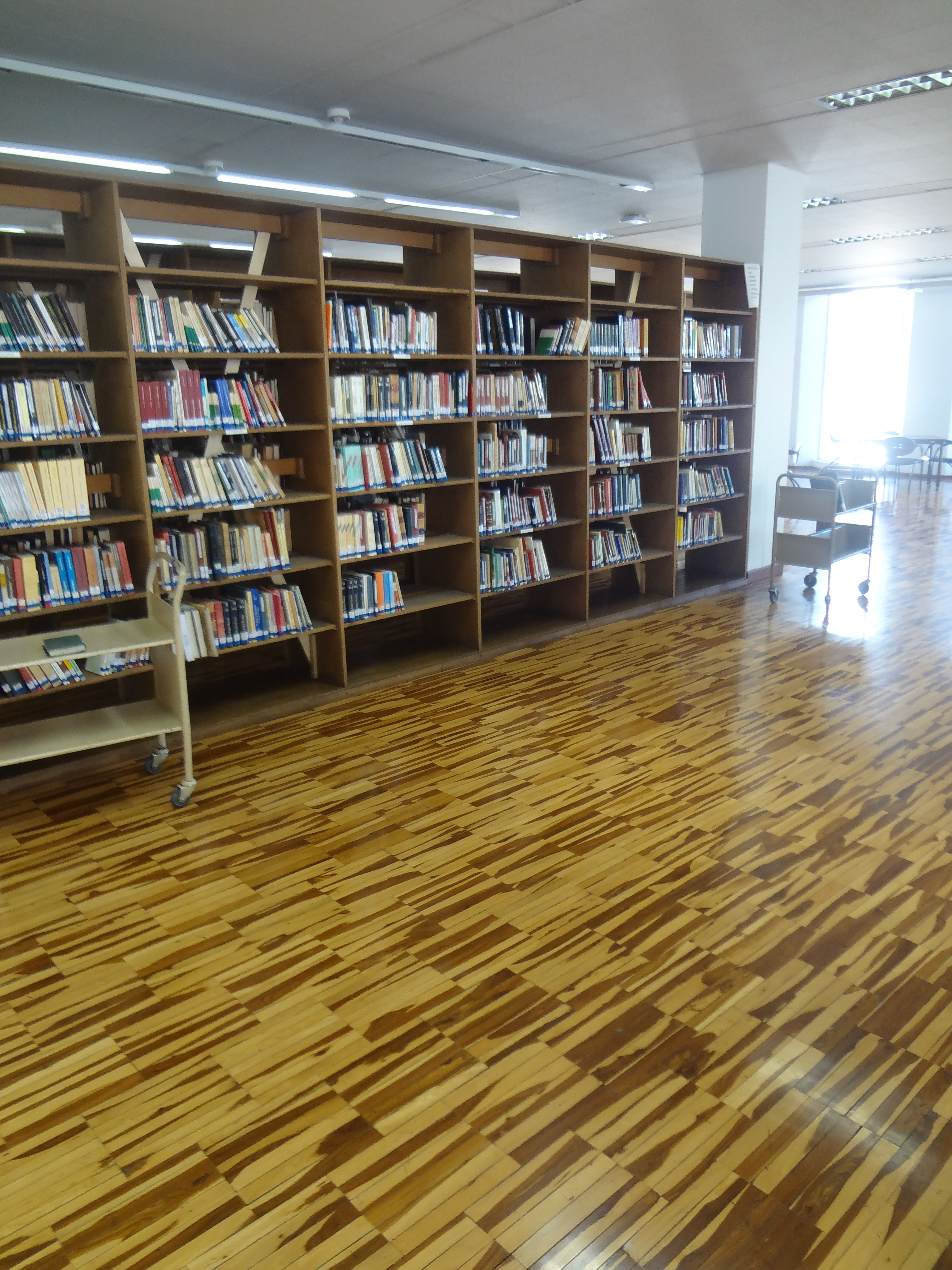
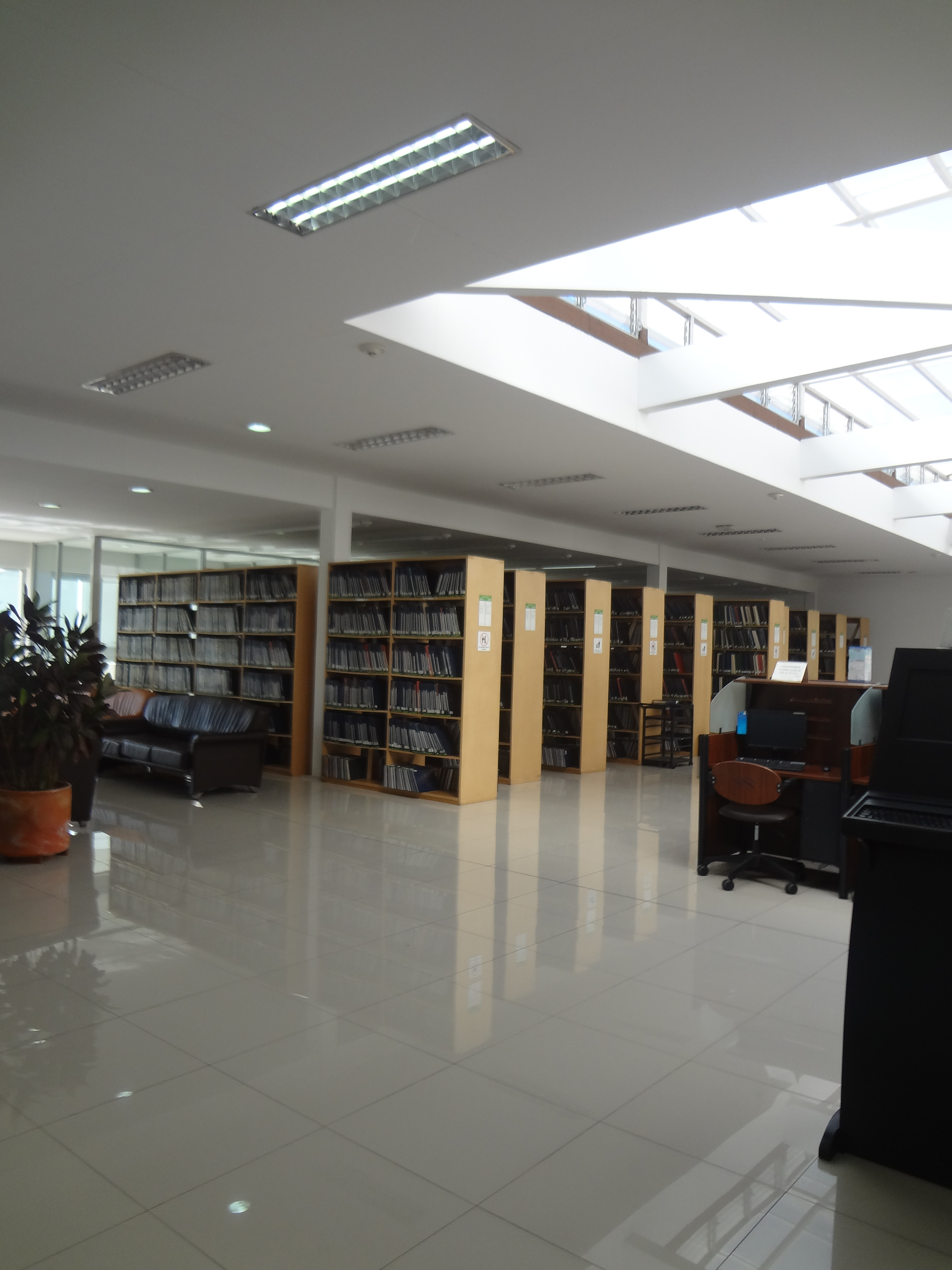
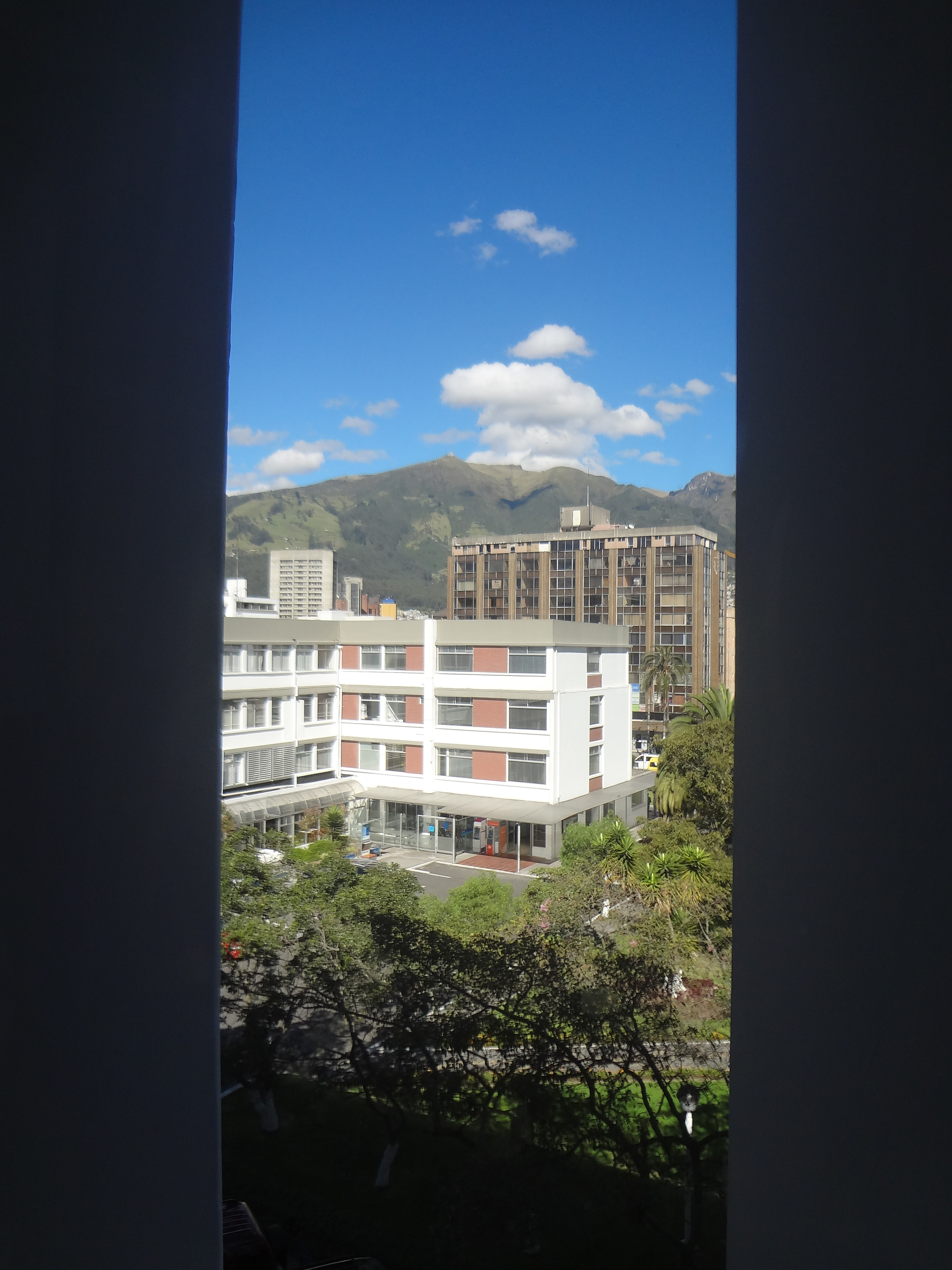

### Колизей

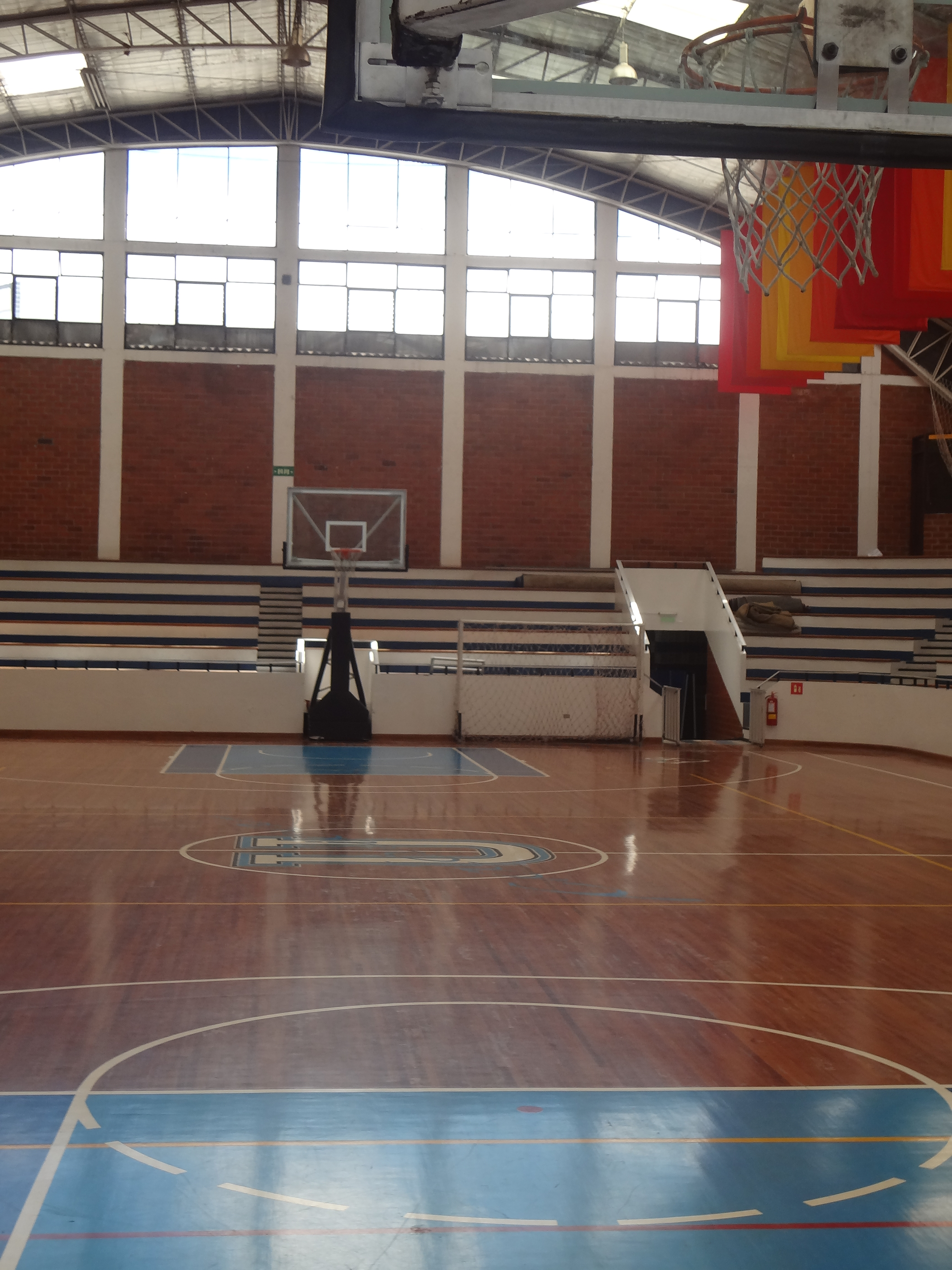
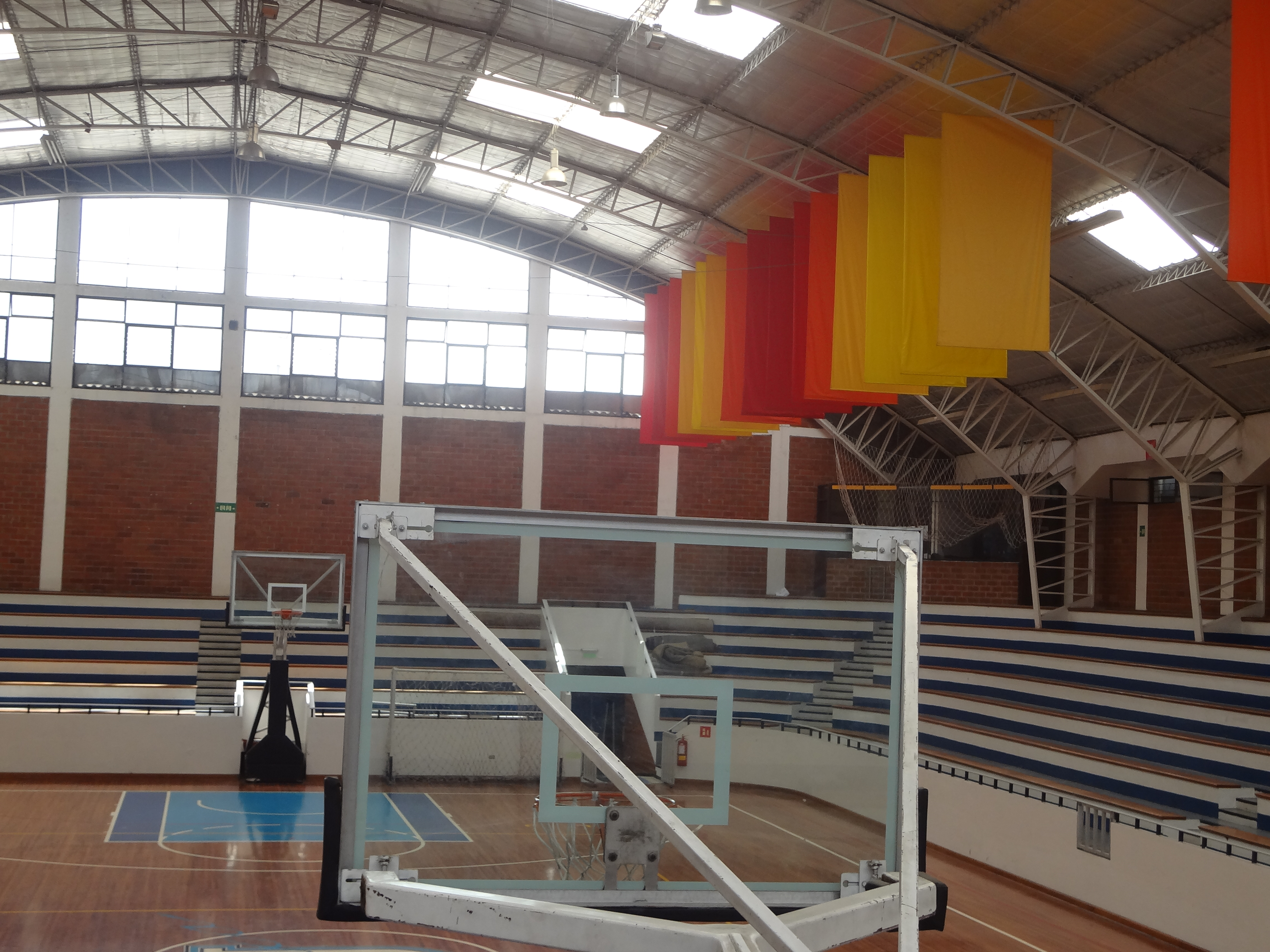

### Архитектура

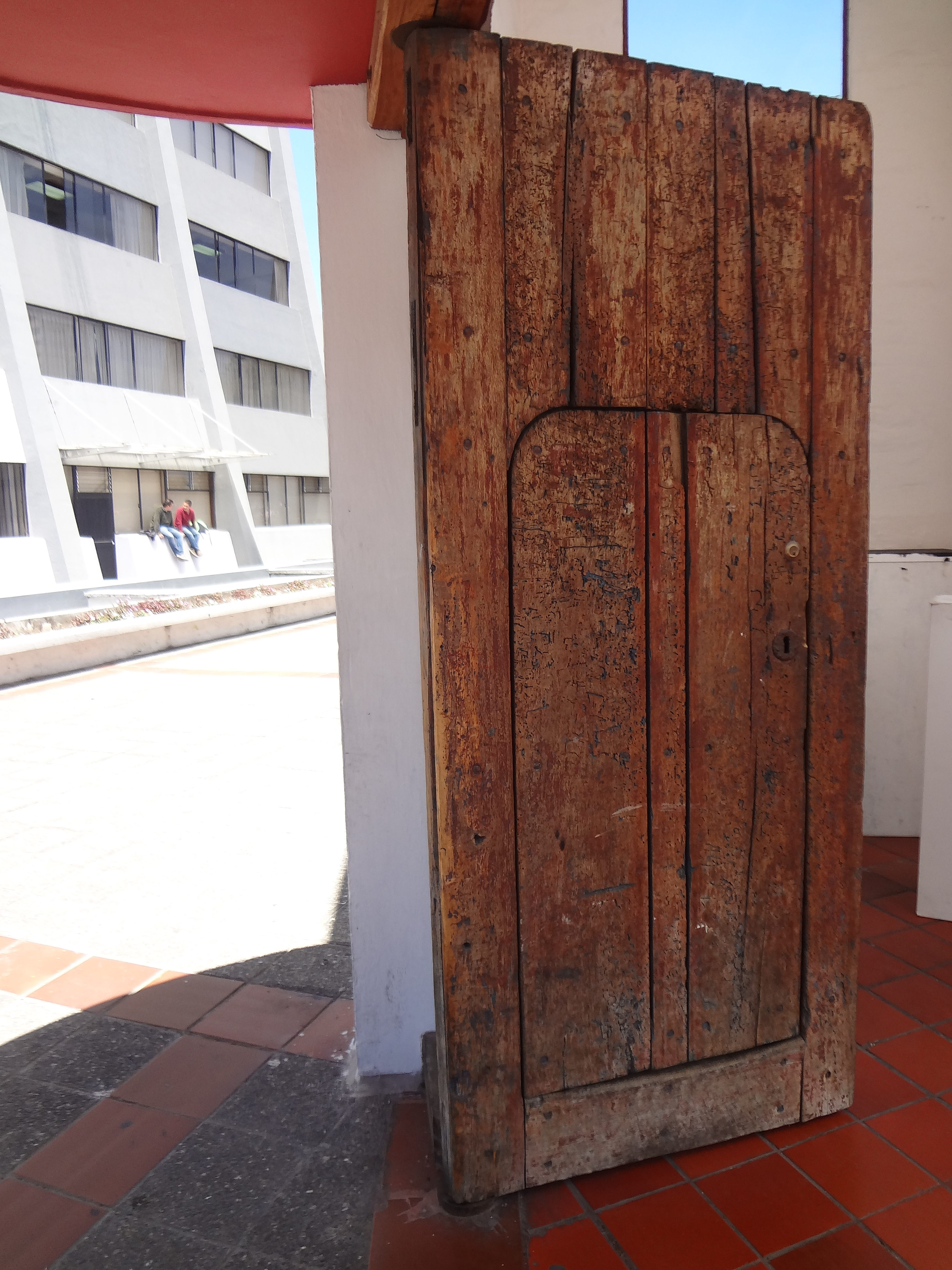
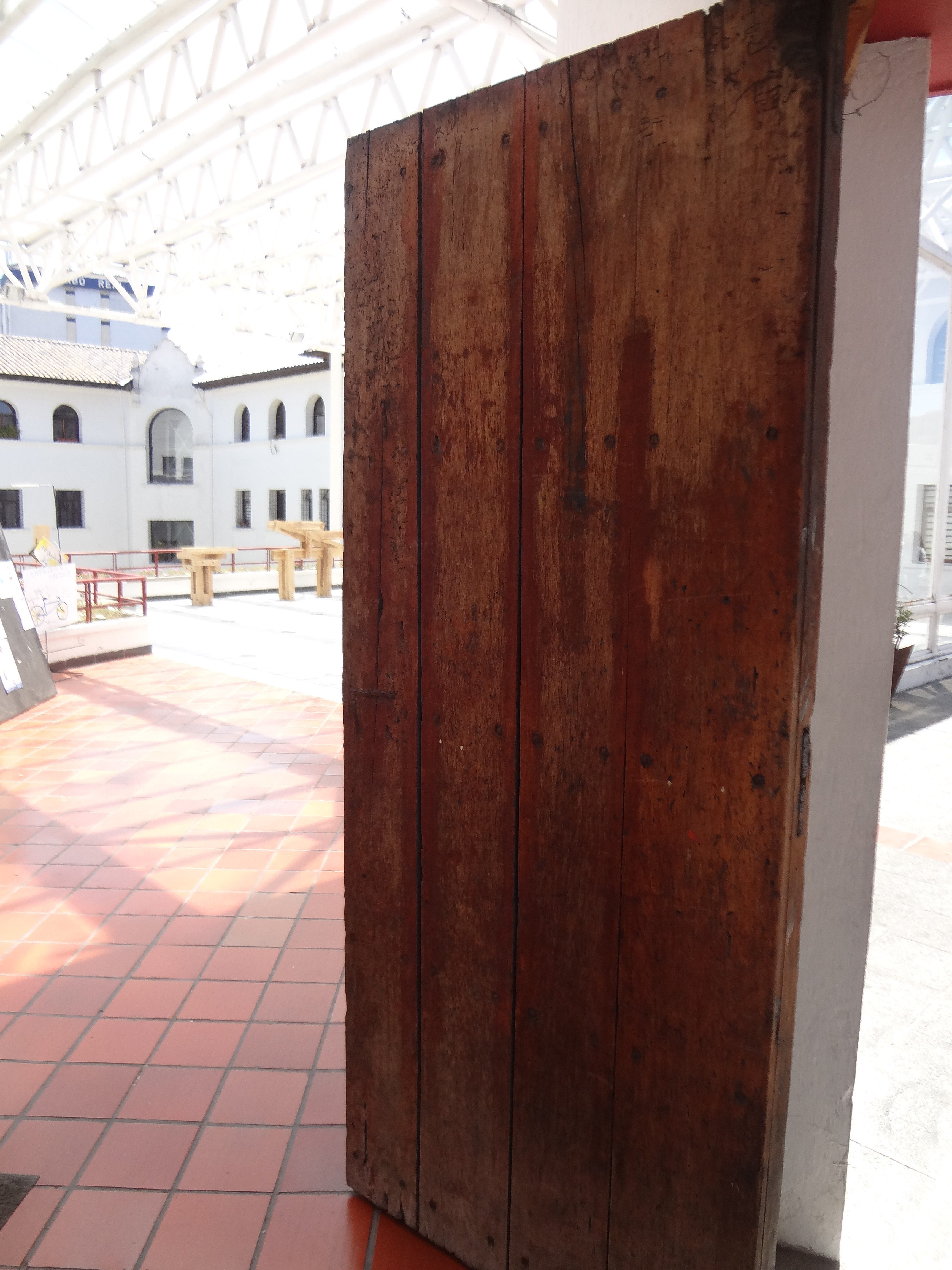
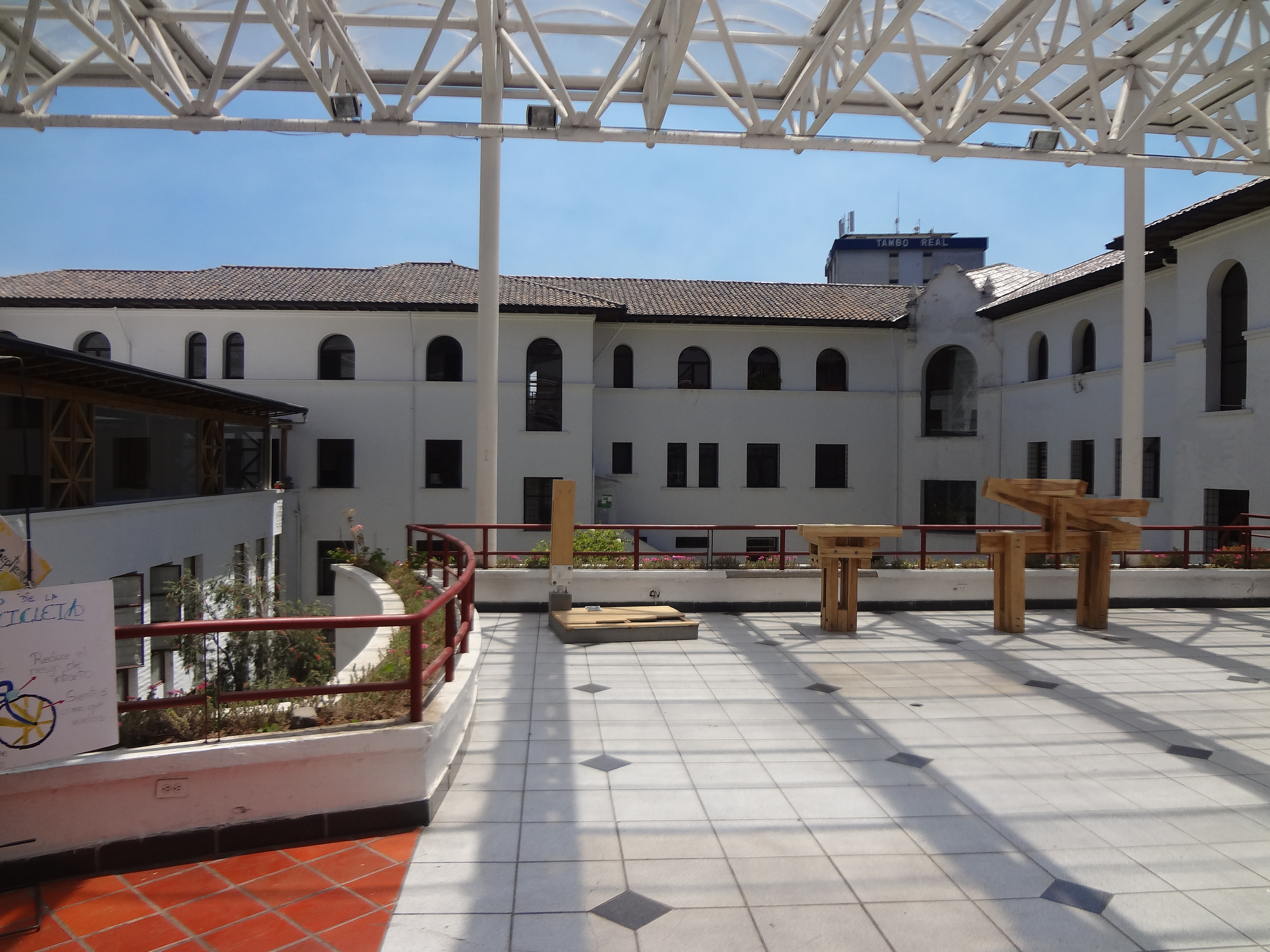

### Кампус

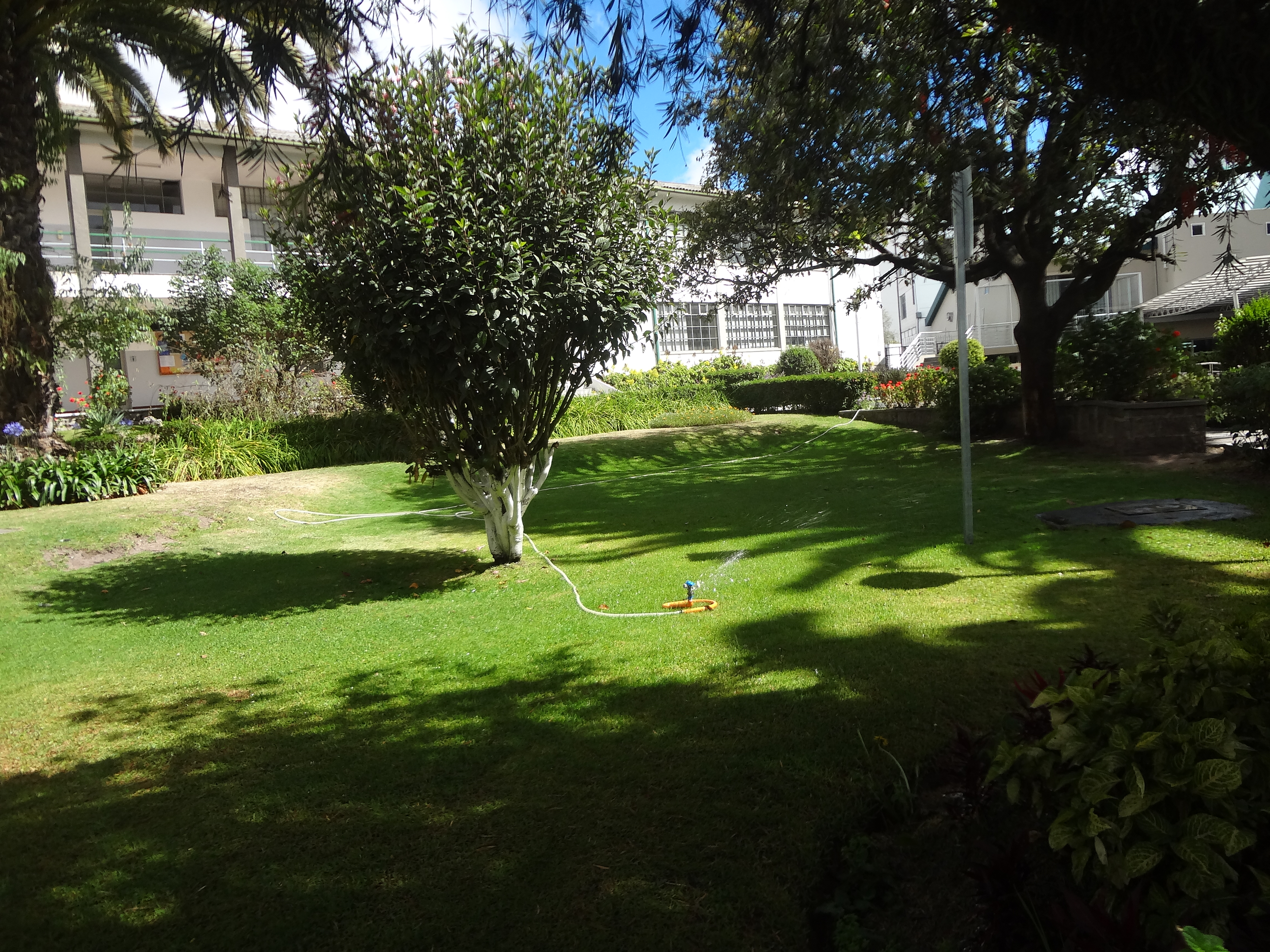
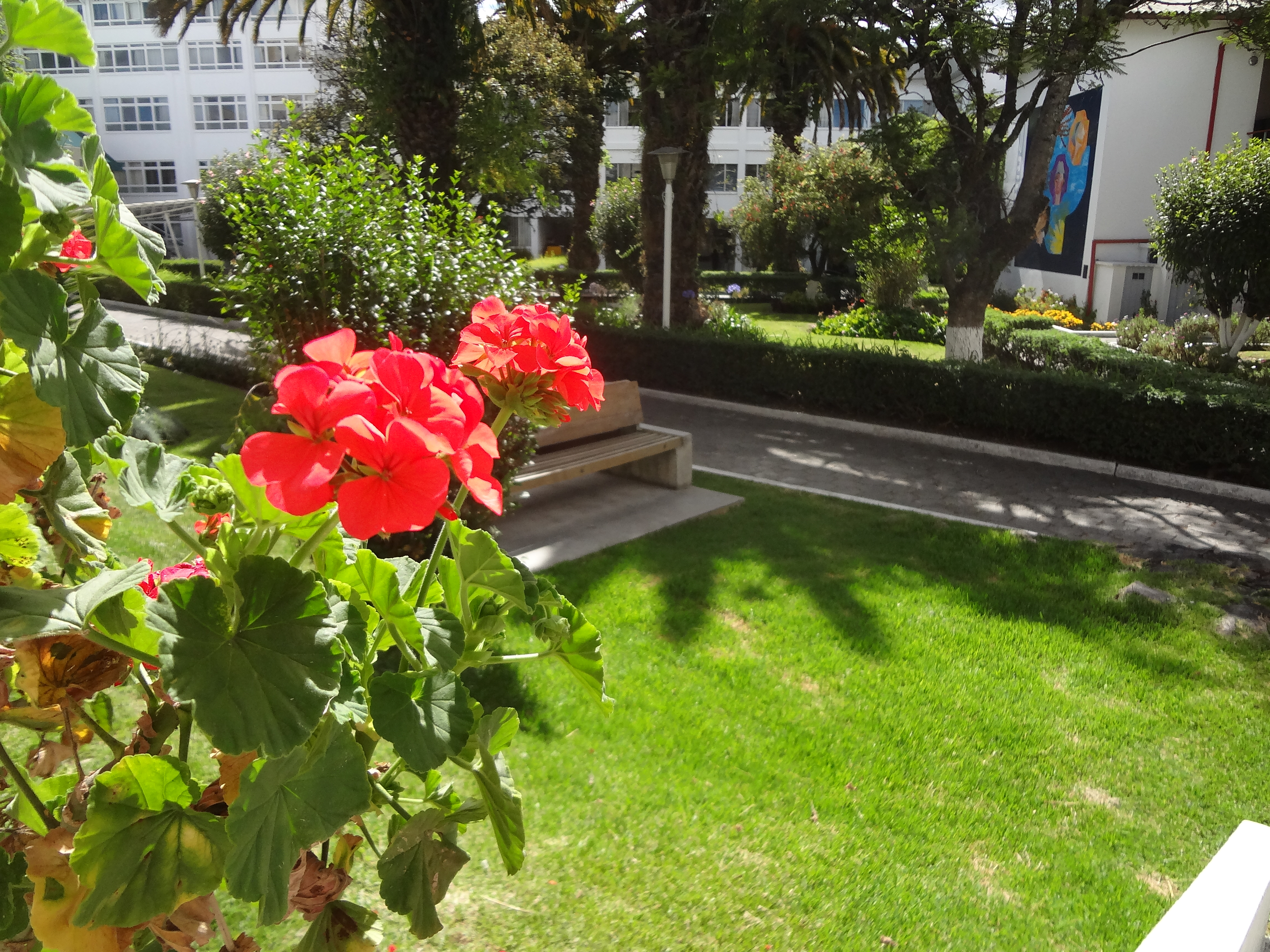
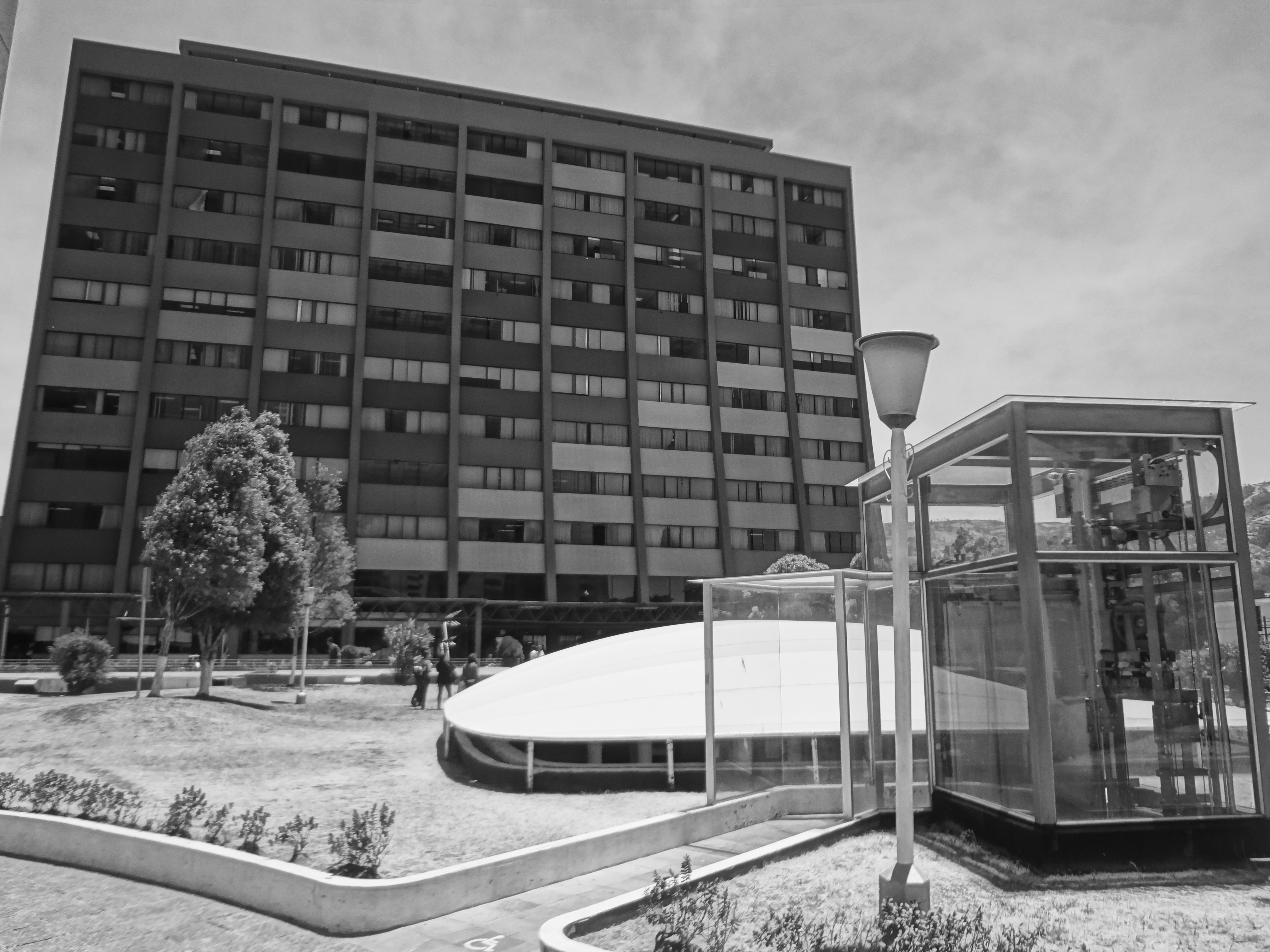
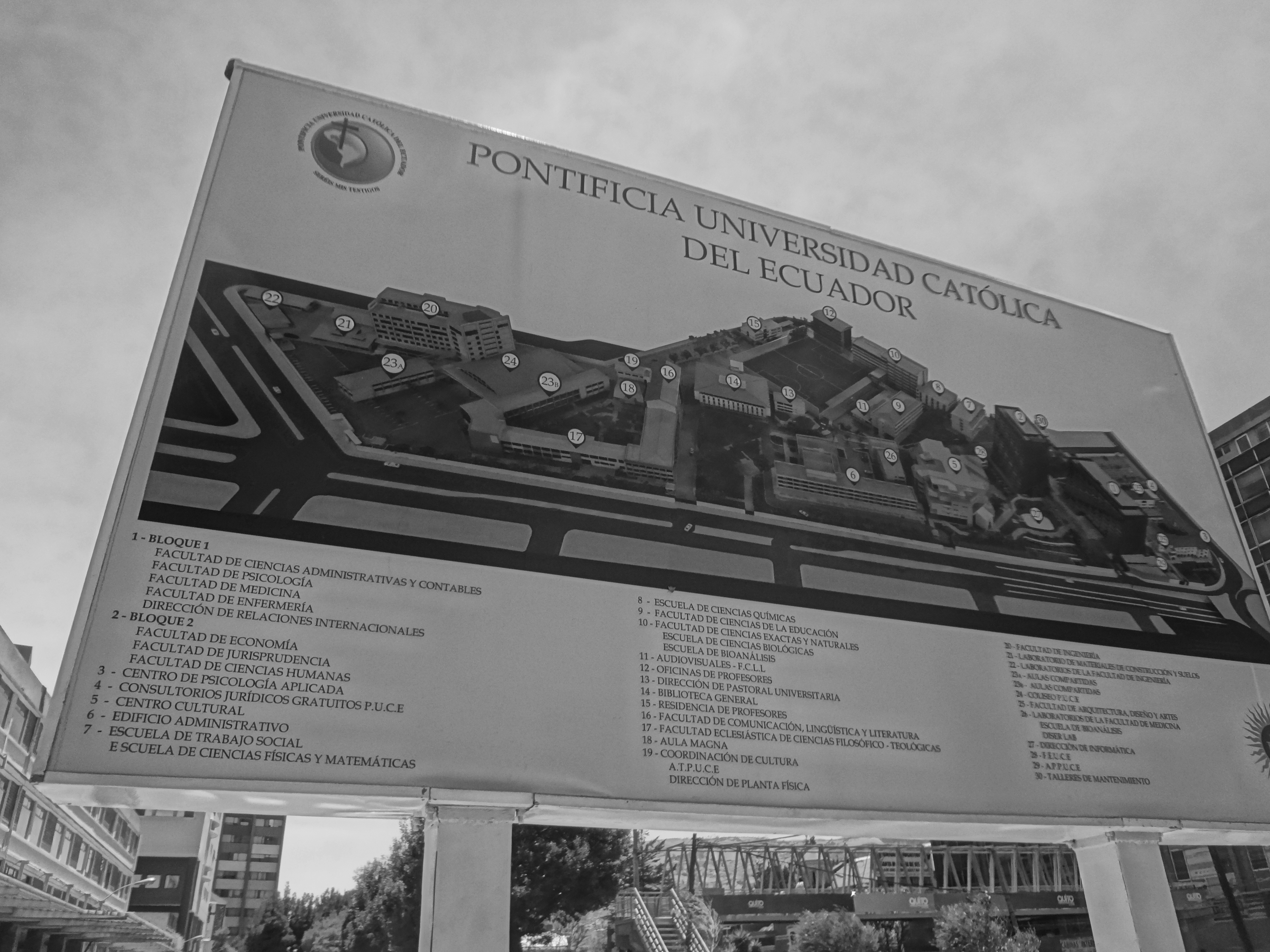

### Культурный центр (Художественная галерея)

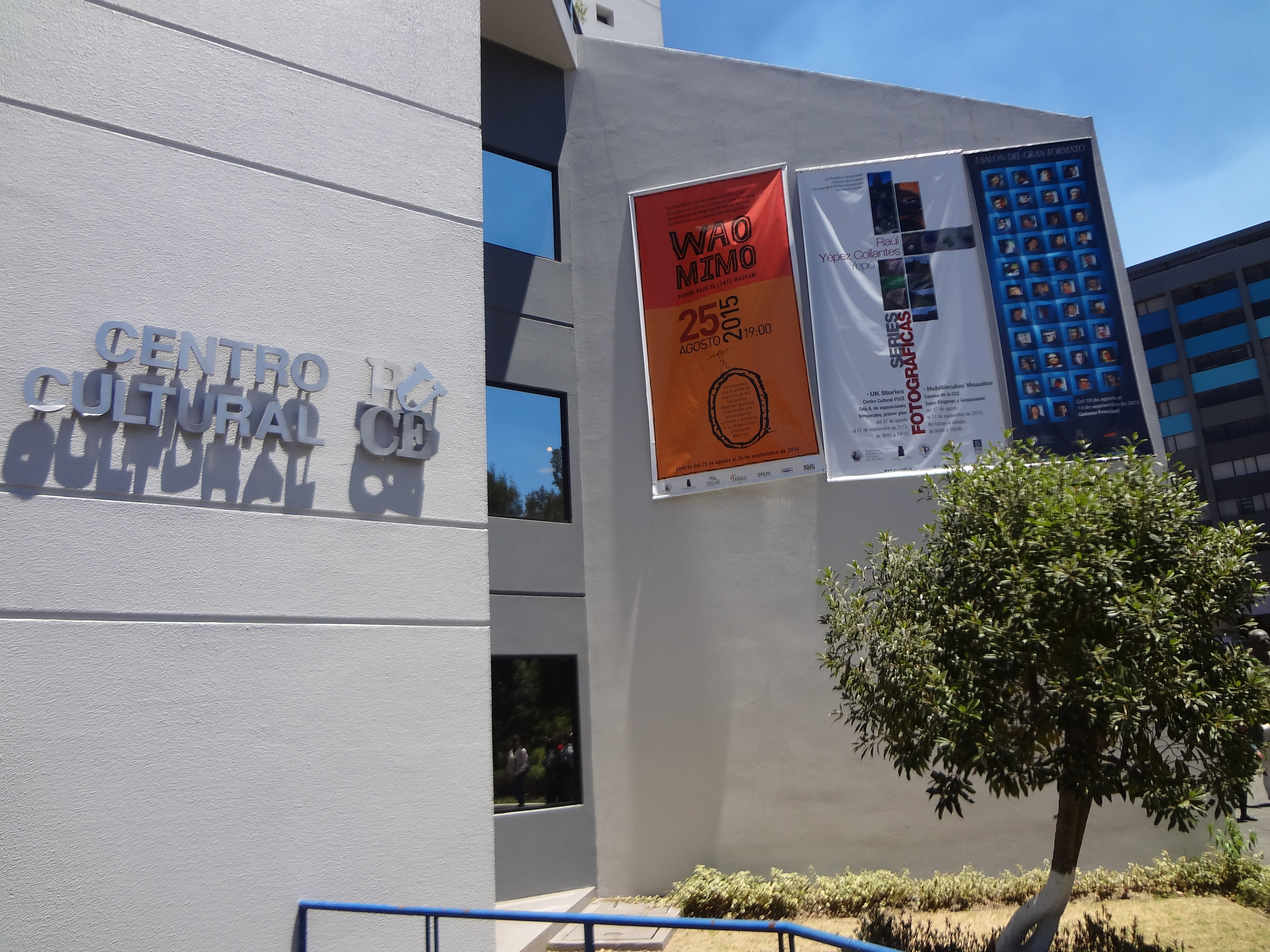
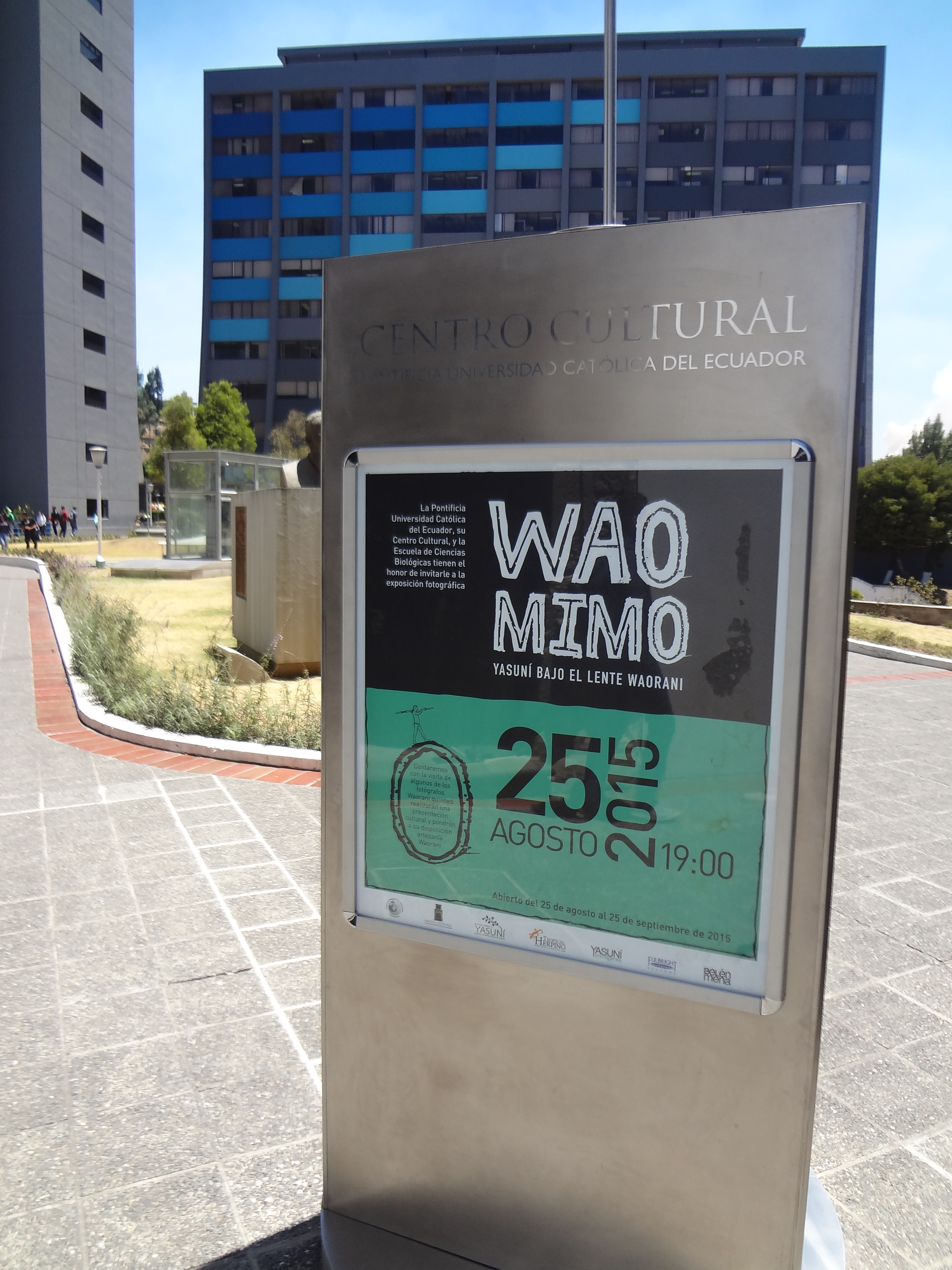
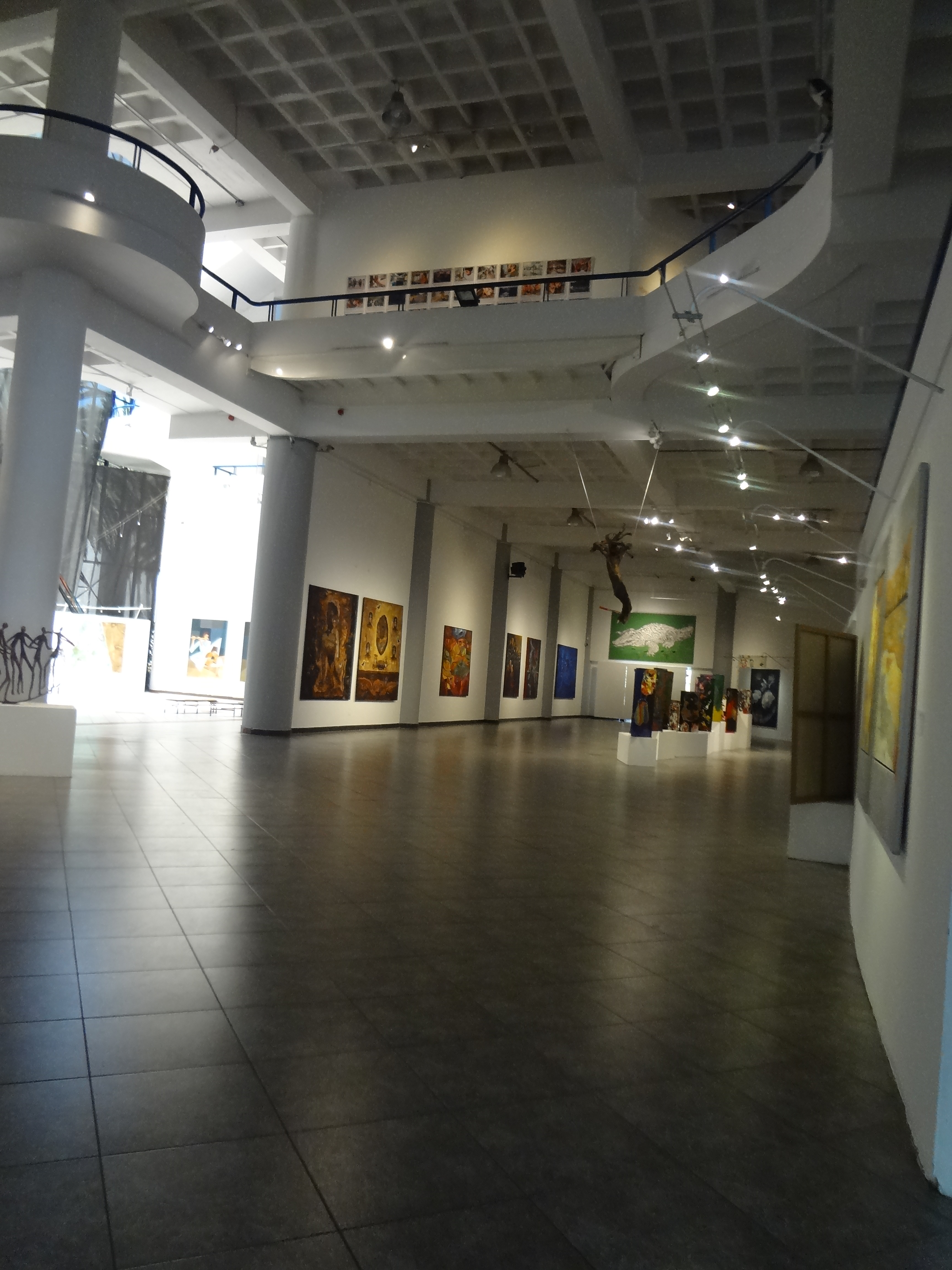
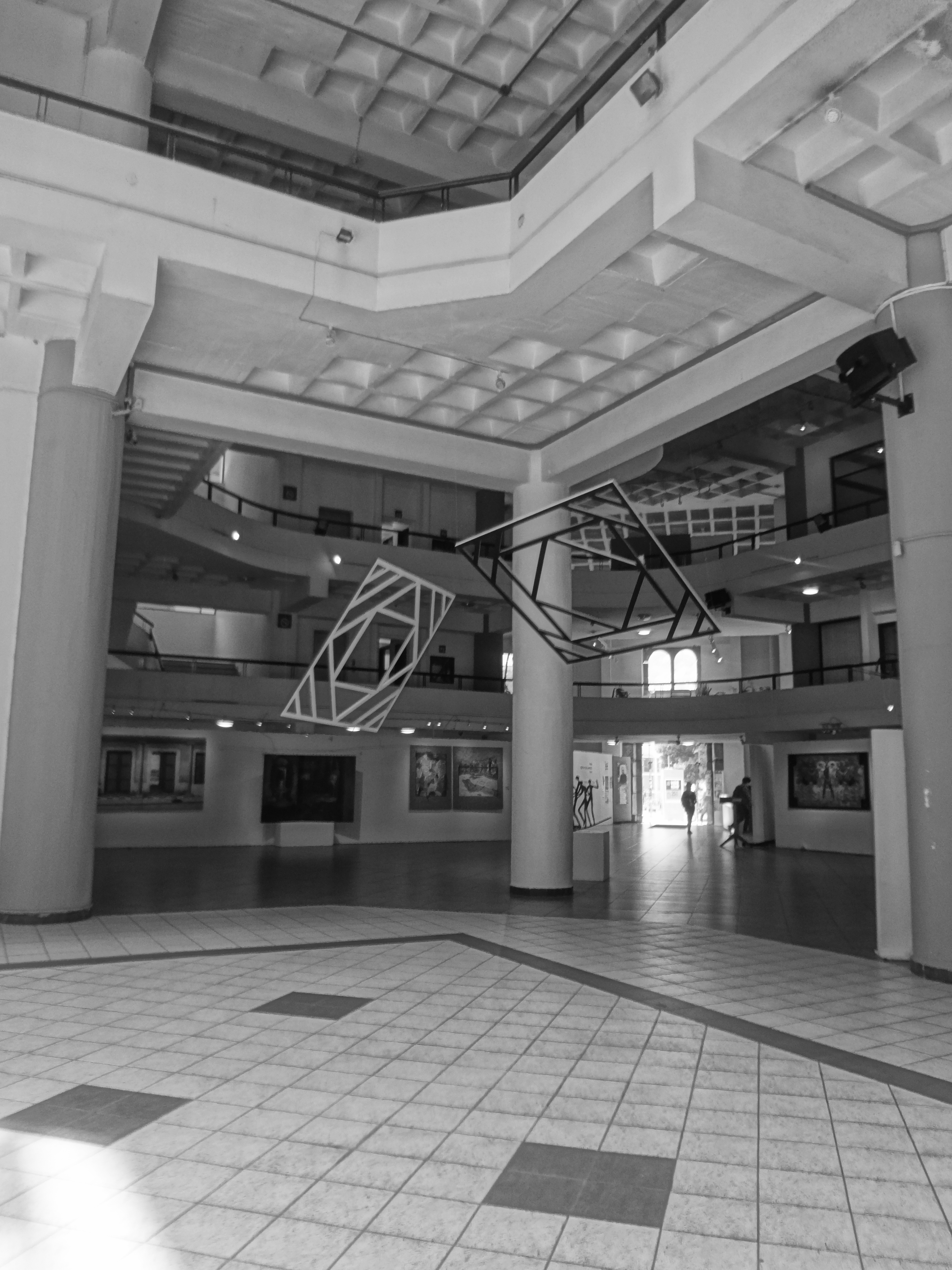